# Östliga schismen
Östliga schismen, också kallad Öst-västliga schismen eller Stora schismen 1054, avser de händelser som separerade den östortodoxa och romersk-katolska kyrkan från varandra den 16 juli 1054. De två delarna hade under lång tid glidit ifrån varandra språkligt, politiskt och geografiskt. Trots allt tätare ekumeniska kontakter under 1900-talet kvarstår brytningen dem emellan.

## Historia
De språkliga, politiska och geografiska skillnaderna hängde ihop med romarrikets delning år 395. I romerska riket flyttade kejsaren och den politiska makten från Rom till Konstantinopel; detta medförde förändringar även i det andliga klimatet i riket. Traditionen hade ditintills bjudit att kejsaren skulle ha auktoritet i såväl världsliga som andliga frågor. De som starkast höll fast vid denna princip kom att befinna sig på den ortodoxa sidan i konflikten, medan de som höll fast vid biskopen av Rom (påven), vilken hela tiden varit den främste kyrklige potentaten, kom att befinna sig på den katolska sidan i konflikten.

## Orsaker
De utlösande faktorerna till schismen (splittringen) var bland annat följande: 
- Tillägget av filioque i nicaenska trosbekännelsen av kyrkan i Rom.
- Bruket av osyrat bröd inom västkyrkan och bruket av syrat bröd inom östkyrkan vid utdelandet av nattvarden.
- Tvist om jurisdiktionen över kyrkorna på Balkan.
- Utnämningen av patriarken av Konstantinopel till ekumenisk patriark, vilket i väst ansågs hota påvens ställning.
- Tvist om påvens ställning; skulle han anses vara primus inter pares bland patriarkerna – påven var patriark av Rom, men där fanns ytterligare fyra patriarker inom den kyrkliga hierarkin – eller skulle påven också ha rätt att utöva bestämmanderätt över övriga patriarker?
- Skulle stat och kyrka kunna vävas samman som i begreppet caesareopapism, eller skulle kyrka och stat hållas åtskilda?
- Skillnader i utformningen av liturgin.

Schismen ledde till utbytandet av exkommunikationer (ungefär bannlysningar av respektive patriark) från dels påven Leo IX, dels Michael Cerularius, patriark av Konstantinopel, under året 1054. Nattvardsgemenskapen kvarstod fram till turkarnas erövring av Konstantinopel 1453, men organisationsmässigt var brytningen ett faktum 1054.

## Katolska kyrkor i öst
Det finns ett antal kyrkor inom den östliga kristendomen som har sökt kommunion med påven, och därmed blivit del av den katolska kyrkan. Dessa kyrkor har behållit sin liturgi och är därmed del av den katolska kyrkan men med en östlig liturgi, vid namn östkatolska kyrkor.